# Syntrichia crenulata
Syntrichia crenulata là một loài rêu trong họ Pottiaceae. Loài này được (Warnst.) J.J. Amann mô tả khoa học đầu tiên năm 1918.